# Хлопчик-фантом
«Хлопчик-фантом» (англ. Phantom Boy) — французько-бельгійсьский анімаційний фільм-фентезі, знятий Жан-Лупом Фелісіолі й Аленом Ганьоль. Світова прем'єра стрічки відбулась 12 вересня 2015 року на міжнародному кінофестивалі в Торонто, а в Україні — 23 червня 2016 року. Фільм розповідає про 11-річного хлопчика з надзвичайними здібностями, який повинен врятувати Нью-Йорк і його мешканців.

## Озвучування
- Едуар Баер — Алекс
- Жан-П'єр Мар'єль — людина з розбитим обличчям
- Одрі Тоту — Марі

## Визнання
| Нагороди та номінації фільму «Хлопчик-фантом» | Нагороди та номінації фільму «Хлопчик-фантом» | Нагороди та номінації фільму «Хлопчик-фантом» | Нагороди та номінації фільму «Хлопчик-фантом» | Нагороди та номінації фільму «Хлопчик-фантом» | Нагороди та номінації фільму «Хлопчик-фантом» |
| Рік                                           | Кінопремія / Кінофестиваль                    | Категорія / Нагорода                          | Номінант                                      | Результат                                     |                                               |
| --------------------------------------------- | --------------------------------------------- | --------------------------------------------- | --------------------------------------------- | --------------------------------------------- | --------------------------------------------- |
| 2016                                          | Сієтлський міжнародний кінофестиваль          | Приз молодіжного журі                         | «Хлопчик-фантом»                              | Номінація                                     |                                               |